# 이윤상 (배우)
이윤상은 대한민국의 배우이다. 

### 드라마
- 2008년 KBS2 월화 미니시리즈 《그들이 사는 세상》
- 2013년 MBC 수목 미니시리즈 《여왕의 교실》
- 2024년 MBC 저녁 일일연속극 《용감무쌍 용수정》

### 시트콤
- 2012년 ~ 2013년 E CHANNEL 토요 시트콤 《단단한 가족》
- 2013년 KBS2 저녁 일일시트콤 《일말의 순정》 ... 교감 역